# Terina niphanda
Terina niphanda là một loài bướm đêm trong họ Geometridae.